# Batet de la Serra
Batet de la Serra är en ort i Spanien.   Den ligger i provinsen Província de Girona och regionen Katalonien, i den östra delen av landet, 500 km öster om huvudstaden Madrid. Batet de la Serra ligger 653 meter över havet och antalet invånare är 260.
Terrängen runt Batet de la Serra är kuperad.Runt Batet de la Serra är det ganska glesbefolkat, med 42 invånare per kvadratkilometer. Närmaste större samhälle är Olot, 2,2 km väster om Batet de la Serra. I omgivningarna runt Batet de la Serra växer i huvudsak blandskog.